# Лъскава остроглава змия
Лъскавите остроглави змии (Oxybelis fulgidus) са вид влечуги от семейство Смокообразни (Colubridae).
Разпространени са в Централна Америка и северните части на Южна Америка.
Таксонът е описан за пръв път от Франсоа Мари Доден през 1803 година.